# Isanoöl
Isanoöl oder Bolekoöl, auch Ongokeaöl, ist ein Pflanzenöl aus den Samen des west- und zentralafrikanischen Baumes Ongokea gore aus der Familie Olacaceae, in der Ordnung der Sandelholzartigen. Das Isanoöl unterscheidet sich in der Zusammensetzung und Eigenschaften von den meisten anderen Pflanzenölen, denn die Triglyceride bestehen praktisch nur aus unüblichen Fettsäuren mit mehrfachen Dreifachbindungen und Hydroxy-Fettsäuren.
Das rötlichgelbe, dickflüssige und sehr schwere Isanoöl hat einen tranartigen Geruch.
Das Isanoöl muss durch Erhitzen zwischen 150 °C und 300 °C behandelt werden, sonst werden keine Trocknungseigenschaften erzielt, obwohl es eine hohe Iodzahl aufweist. Wenn zum Beispiel Isanoöl über 200 °C erhitzt wird, reagiert es heftig aufgrund der schnellen thermischen Polymerisation der Acetylensäuren, es kann explodieren.
Es wird für (feuerhemmende) Firnise, Lacke, Farben, sowie Linoleum und Gussformen verwendet, es kann auch als Enteisungsmittel für Flugzeuge benutzt werden.